# Fibromatoză uterină
Fibromatoza uterină este un proces prin care fibrele conjunctive din structura peretelui uterin se inmultesc exagerat de mult. Este o boală caracterizată prin apariția de fibroame (tumori fibromatoase) sau a unei fibroze (creșterea fibrelor într-un țesut).